# Романов, Олег Константинович
Князь императорской крови Оле́г Константи́нович (15 [27] ноября 1892, Санкт-Петербург — 29 сентября [12 октября] 1914, Вильно) — правнук императора Николая I, корнет (1913) лейб-гвардии Гусарского полка. Скончался от ранения, полученного в одном из сражений Первой мировой войны.

## Семья и детство
Родился 15 (27) ноября 1892 года в Санкт-Петербурге в Мраморном дворце. Отец — великий князь Константин Константинович, известный также как поэт «К.Р». Мать — Елизавета Августа Мария Агнесса, вторая дочь Морица Саксен-Альтенбургского (в России — великая княгиня Елизавета Маврикиевна). В семье было девять детей, князь Олег был пятым ребёнком (четвёртым сыном).

В детстве воспитывался дома, в возрасте девяти лет завёл записную книжку, первая запись в которой выглядела так: 

Я большой и потому имею мужество. Я тут отмечаю, сколько грехов я сделал за весь день… Отмечаю тут неправду точками, а когда нет неправды, отмечаю крестиками.

Записи в книжке велись в течение примерно двух лет. В книге «Князь Олег», выпущенной вскоре после его гибели, говорится, что 

кроме указанных символических значков, никаких записей, однако, в этой книжке нет, но, судя по количеству точек, можно думать, что Князь Олег внимательно следил за собой и, вероятно, сурово оценивал свои маленькие детские провинности.

Уже во время учёбы, в 1908 совершил вместе с родственниками поездку по Волге, во время которой посетил Владимир, а в нём Успенский собор, в котором во время взятия города монгольскими войсками в 1238 погибла семья великого князя Юрия Всеволодовича. Сопровождавший путешественников В. Т. Георгиевский вспоминал о том, как князь Олег в одиночестве (остальные члены семьи в это время осматривали ризницу) молился перед гробницей погибших княгинь: 

Среди полумрака древнего собора одинокая коленопреклоненная фигура Князя надолго врезалась мне в память… Я не хотел мешать его молитве… Отступив в глубь храма, я видел затем, как Олег Константинович подошёл к гробнице великого князя Юрия Всеволодовича и ещё раз склонился перед его мощами и надолго припал своей головой к рукам святого страдальца за землю русскую, как бы прося его благословения.

## Учёба

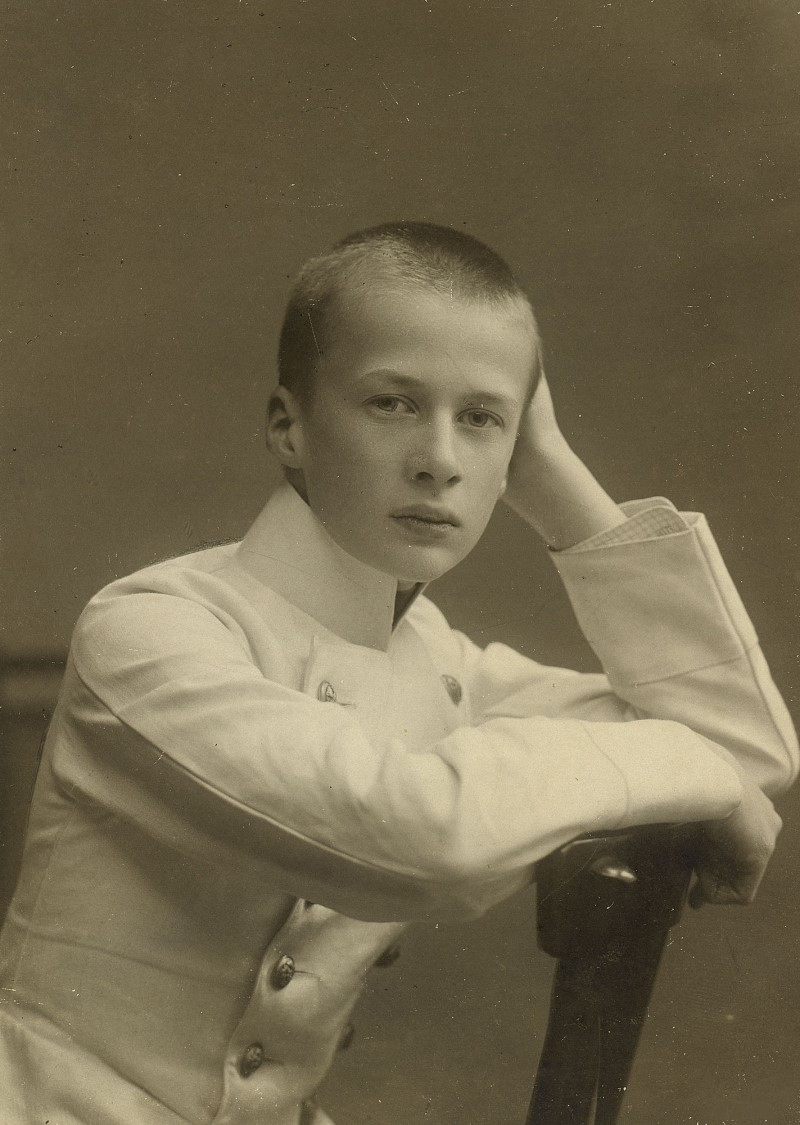
Олег Константинович. Около 1907 г.

В 1903 году князь Олег выдержал вступительный экзамен в Полоцкий кадетский корпус и был зачислен в списки его кадет, однако реально получал образование вместе с братьями в домашней обстановке. Преподаватели считали его «крайне чутким, восприимчивым, любознательным и работоспособным учеником», любимыми предметами князя были русская литература, история, отечествоведение, рисование и музыка. В 1910 году выдержал экзамены за курс кадетского корпуса. По воспоминаниям его преподавателя истории П. Г. Васенко, ещё зимой 1908—1909 у князя «окончательно определился глубокий интерес к гуманитарным наукам» и «созрело желание поступить в высшее учебное заведение».

10 мая 1910 года он был зачислен в Александровский лицей, став первым членом императорской фамилии, получавшим в нём образование (впрочем, по состоянию здоровья он учился дома, а в лицее лишь сдавал экзамены) и поступившим до военной службы в высшее гражданское учебное заведение. Профессор Б. В. Никольский так вспоминал о нём: 

Он готовился к экзамену с таким настроением, точно говел, а на экзамен шёл как на исповедь. Но чем труднее была работа, тем более радовал его успех, и после каждого удачного экзамена, счастливый побеждённою трудностью, он загорался решением преодолеть ещё большую.

В 1913 году окончил лицей с серебряной медалью (его выпускное сочинение на тему: «Феофан Прокопович как юрист» было удостоено Пушкинской медали).Также Олег Константинович подготовил к печати издание автографов А. С. Пушкина из коллекции лицея, над которыми тщательно работал долгое время. Первый выпуск «Рукописей Пушкина» увидел свет в 1912 году (см. далее).

## Зарубежные поездки
Летом 1910 посетил Константинополь, Болгарию, Сербию, Черногорию, Германию, в 1911 — Францию, Испанию, Португалию. Летом 1914 был направлен Императорским Православным Палестинским обществом в командировку в Бари (Италия) для решения вопросов, связанных со строительством в городе православного храма и странноприимного дома — в результате строительные работы были существенно ускорены.

## Пушкинистика и литературное творчество
С детских лет его кумиром был Александр Пушкин. В июне 1905 князь Олег писал в дневнике: 

Я так люблю книгу «Юношеские годы Пушкина», что мне представляется, что я также в Лицее. Я не понимаю, как можно перестать читать эту книгу. В этой книге моя душа.

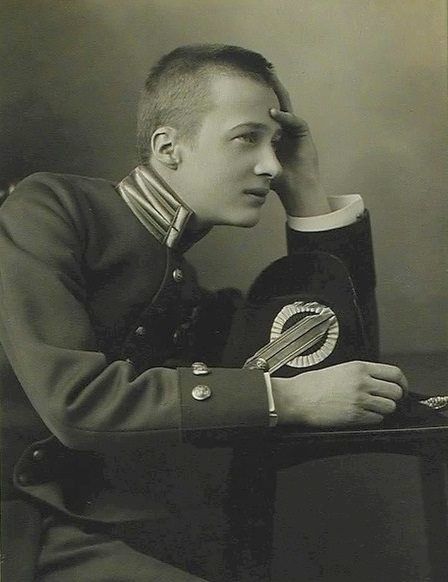
Олег Константинович. Около 1914 г.

В 1911 году князь Олег выступил с инициативой факсимильного издания рукописей Пушкина, хранившихся в лицее, приуроченного к столетнему лицейскому юбилею. Однако затем он решил существенно расширить проект — выпустить многотомное факсимильное издание всех рукописей Пушкина — и привлёк к нему ряд специалистов. Однако до Первой мировой войны удалось издать только первый выпуск — стихотворения, собранные в Пушкинском музее Александровского лицея. По словам пушкиниста П. Е. Щеголева, 

для князя издание рукописей Пушкина является молитвенной данью культу Пушкина… На редкость тщательно выполненное издание потребовало от издателя самого напряженного и пристального внимания: с величайшей заботливостью он следил за неуклонной верностью воспроизведений подлинникам. Казалось бы, цинкографическое воспроизведение рукописей не требует особенного присмотра в силу своего автоматизма, но Князь Олег Константинович правил корректуры оттисков с клише и внёс немало поправок: оказалось, фотография не везде принимала точки и чёрточки пожелтевших от времени рукописей, — и Князь с изощрённым вниманием отмечал эти отступления.

Князь Олег занимался литературным творчеством, писал стихи и прозаические произведения, увлекался музыкой и живописью. Рассказ «Ковылин» и некоторые стихотворения были опубликованы в посмертном издании «Князь Олег», но большинство произведений остались в рукописях — в том числе поэма «Царство царя Крота», повесть «Отец Иван», роман «Влияния», очерки «Сценки из собственной жизни», пьесы. Планировал написать биографию своего деда, великого князя Константина Николаевича, который был для него образцом государственного деятеля.
В 1910 году, под впечатлением посещения Константинополя, князь Олег написал следующее стихотворение:
Остатки грозной Византии,
Постройки древних христиан,
Где пали гордые витии,
Где мудрый жил Юстиниан -
Вы здесь, свидетели былого,
Стоите в грозной тишине
И точно хмуритесь сурово
На дряхлой греческой стене…
Воспряньте, греки и славяне!
Святыню вырвем у врагов,
И пусть царьградские христиане,
Разбив языческих богов,
Поднимут Крест Святой Софии,
И слава древней Византии
Да устрашит еретиков.
Фрагмент стихотворения князя Олега (1911 год) :
Гроза прошла … а вместе с ней печаль,
И сладко на душе. Гляжу я смело вдаль,
И вновь зовёт к себе отчизна дорогая,
Отчизна бедная, несчастная, святая.
Готов забыть я всё: страданье, горе, слёзы
И страсти гадкие, любовь и дружбу, грёзы
И самого себя. Себя ли?.. да, себя,
О, Русь, страдалица святая, для Тебя.
Рукописи князя Олега — вместе с перепиской, дневником и другими материалами — хранятся в его фонде (ф. 214) в Институте русской литературы (Пушкинском доме) Российской академии наук.

## Военная служба

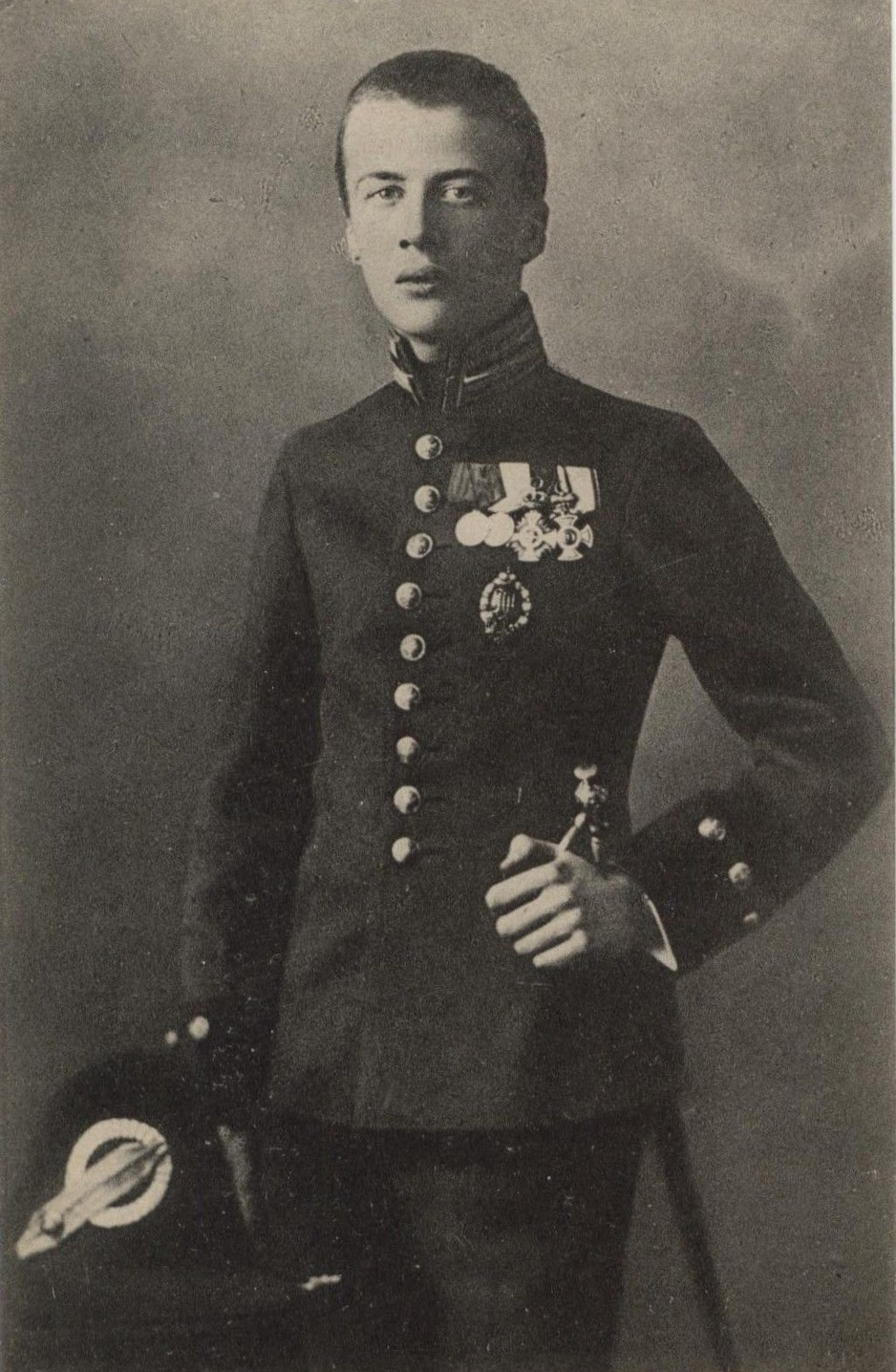
Князь Олег Константинович Романов

В 1913 году был произведён в корнеты лейб-гвардии Гусарского полка.

С начала Первой мировой войны в 1914 году в составе своего полка принимал участие в боевых действиях на Северо-Западном фронте. Первоначально ему было предложено поступить ординарцем в Главную квартиру, но он добился разрешения остаться в полку. Олег не без гордости писал в своём дневнике:

Мы все пять братьев идем на войну со своими полками. Мне это страшно нравится, так как это показывает, что в трудную минуту Царская Семья держит себя на высоте положения. Пишу и подчеркиваю это, вовсе не желая хвастаться. Мне приятно, мне радостно, что мы, Константиновичи, все впятером на войне.

Командир поручил ему ведение полкового дневника. По воспоминаниям генерала Н. Н. Ермолинского, 

в то время все желания Князя сосредотачивались на жажде подвига: он днём и ночью мечтал о своём уходе из штаба полка и о возвращении в строй. Желание это осуществилось за несколько дней перед нашим последним свиданием, но оно же его и погубило.

## Ранение и смерть

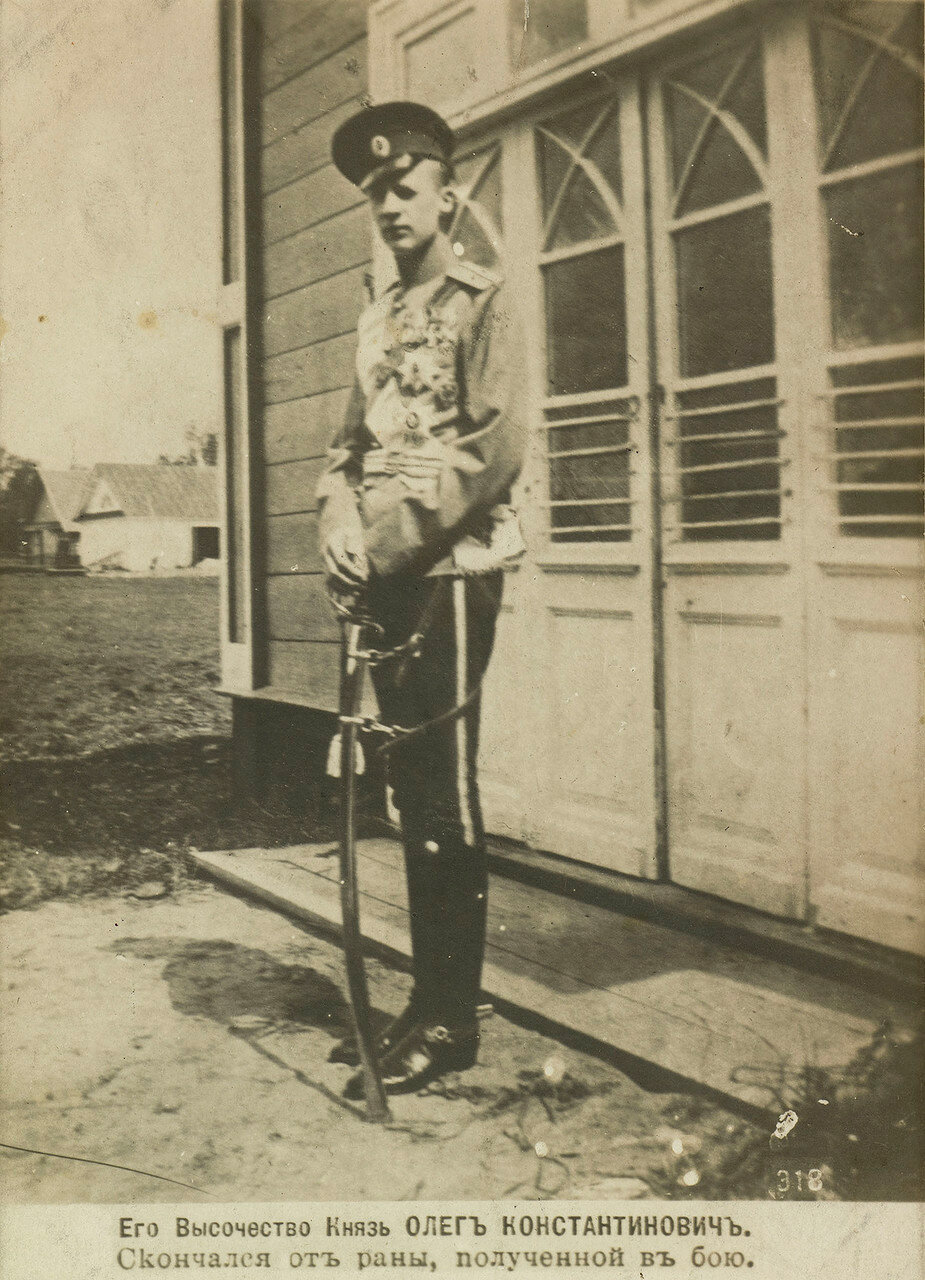
Князь Олег Константинович в военной форме. Около 1914г.

27 сентября (10 октября) 1914 года князь Олег, командовавший взводом в своём полку, был тяжело ранен близ деревни Пильвишки в районе Владиславова. Телеграмма штаба Верховного Главнокомандующего сообщала, что 

при следовании застав нашей передовой кавалерии были атакованы и уничтожены германские разъезды. Частью немцы были изрублены, частью взяты в плен. Первым доскакал до неприятеля и врубился в него корнет Его Высочество Князь Олег Константинович.

Однако в конце стычки один из раненых немецких кавалеристов, уже находясь на земле, выстрелил в князя и ранил его. 28 сентября (11 октября) он был доставлен в госпиталь в Вильну, где был прооперирован. В тот же день был награждён орденом Святого Георгия 4-й степени «за мужество и храбрость, проявленные при атаке и уничтожении германских разъездов, при чем Его Высочество первым доскакал до неприятеля» (Высочайший приказ от 29 сентября 1914 г.). Узнав об этом, князь сказал: 

Я так счастлив, так счастлив. Это нужно было. Это поднимет дух. В войсках произведет хорошее впечатление, когда узнают, что пролита кровь Царского Дома.

Вечером следующего дня в Вильну прибыл отец князя Олега, который привёз ему орден святого Георгия, принадлежавший великому князю Константину Николаевичу. Этот орден прикололи к рубашке умиравшего князя, который в тот же вечер скончался.
Н. Н. Ермолинский вспоминал:
Приехали родители. На минуту он узнал их. Великий князь привез умирающему сыну Георгиевский крест его деда.— Крестик Анпапа!— прошептал князь Олег. Он потянулся и поцеловал белую эмаль. Крест прикололи к его рубашке. Вскоре больной стал задыхаться… Началось страшное ожидание смерти: шепот священника, последние резкие вздохи… Великий князь, стоя на коленях у изголовья, закрывал сыну глаза; Великая княгиня грела холодевшие руки. Мы с князем Игорем Константиновичем стояли на коленях в ногах. В 8 часов 20 минут окончилась молодая жизнь… Светлое, детски чистое лицо князя было отлично освещено верхней лампой. Он лежал спокойный, ясный, просветленный, будто спал. Белая эмаль, к которой он прикоснулся холодеющими губами, ярко выделялась на его груди
Олег Константинович Романов стал вторым после Сергея Максимилиановича Романовского членом Российского императорского дома, отдавшим жизнь в результате ранения на поле боя и единственным членом Российского императорского дома, погибшим на фронте Первой мировой войны.
3 (16) октября 1914 года князь Олег Константинович был похоронен в имении Осташёво Московской губернии, где в 1916 году был построен четырёхстолпный одноглавый храм-усыпальница, сооружённый по образцу древних псковско-новгородских церквей (после революции усыпальница была разорена).

В 1915 году скончался его отец. По воспоминаниям сестры князя Олега Константиновича, княжны Веры Константиновны, 

смерть брата Олега была тягчайшим ударом для отца, ибо он из всех нас духовно был к нему ближе других, разделяя полностью его литературные и умственные интересы. Эта смерть и всё пережитое в первые дни войны, — несомненно, очень отрицательно отразились на Его здоровье, вероятно, ускорили Его кончину.

Мать после его кончины пожертвовала Александровскому лицею одну тысячу рублей, с тем, чтобы доход с этого капитала ежегодно шёл на изготовление серебряной медали имени князя Олега Константиновича, которой награждался бы лицеист за лучшее сочинение по отечественной словесности. На медали был начертан лицейский девиз: «Для общей пользы» и слова Олега Константиновича, написанные им незадолго до гибели: «Жизнь не удовольствие, не развлечение, а крест». Весной 1915 года Виленскому реальному училищу, в здании которого, переоборудованном под госпиталь, скончался князь императорской крови, было присвоено его имя.
25 декабря 1914 г. Высочайше повелено: «1-й роте Полоцкого кадетского корпуса присвоить наименование: „роты Его Высочества Князя Олега Константиновича“, дабы сохранить на вечные времена среди кадет названного корпуса память об Августейшем Полочанине, положившем жизнь Свою на поле брани за Царя и Отечество».

## Похороны

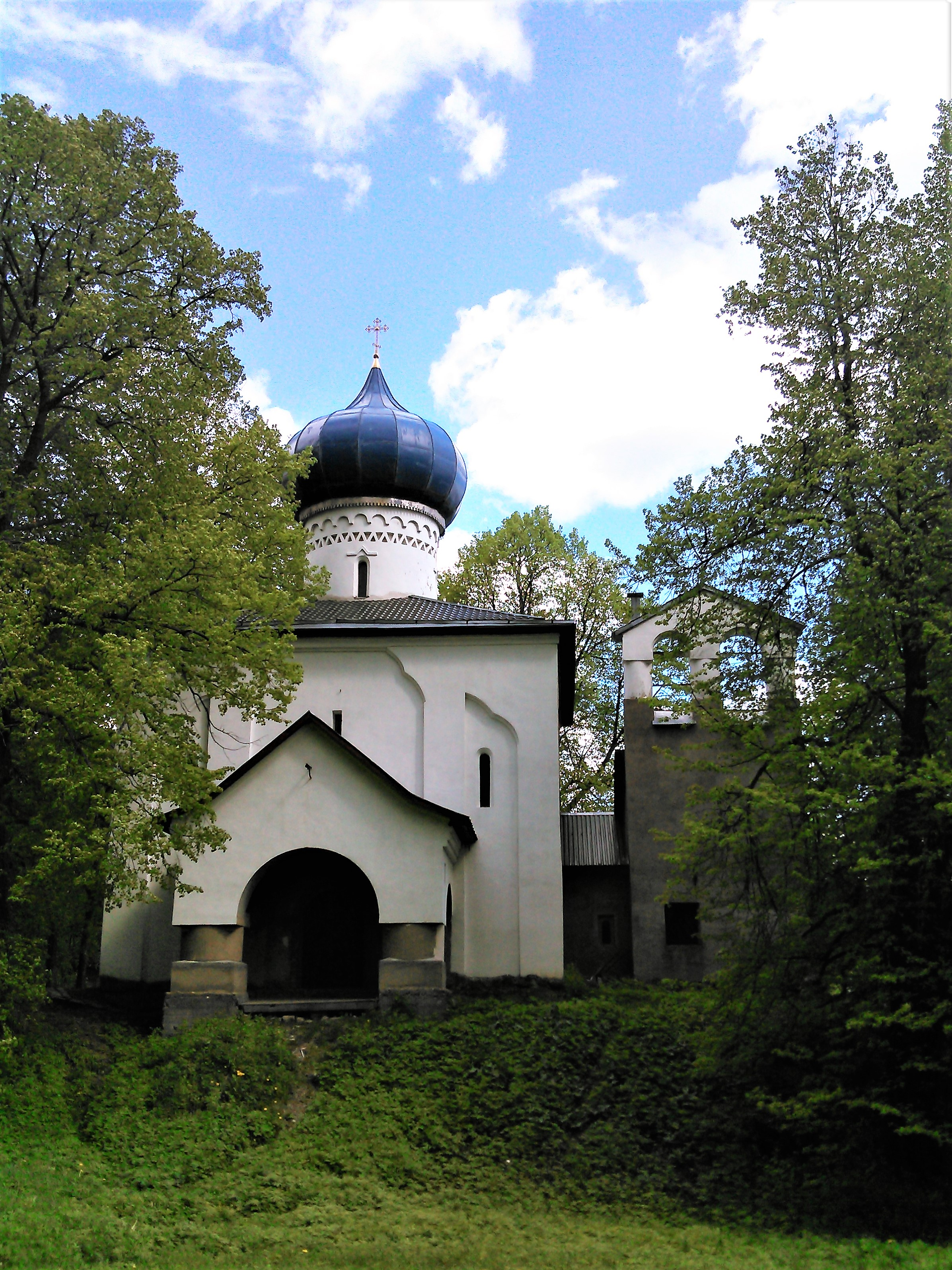
Церковь Олега Брянского — усыпальница на берегу реки Руза

По пути следования траурного поезда с телом князя жители российских городов и деревень встречали его. 3 октября в 7 часов 30 минут утра он прибыл к станции Волоколамск.
По воспоминаниям одной из современниц, в траурной процессии приняло участие несколько тысяч человек. По дороге гроб почившего князя сопровождала масса крестьян. Люди плакали, стояли на коленях, несли на плечах его гроб 5-6 км от станции до Осташево. Он был похоронен с золотою шашкой.
Когда началась революция, стали громить имение, все грабить, разграбили  и могилу, вытащили его из гроба, утащили шашку,  5 или 6 дней труп валялся на дороге. Сына и дочь кладбищенского сторожа Санкритова взяли на работу в ОГПУ.
По другой версии, в 1920-х годах местные жители перезахоронили тело "на кладбище храма за рекой", позднее уже и этот храм был разрушен вместе с кладбищем в 1930-е годы, далее на этом месте появились дачи. Еще одна версия говорит о том, что в связи с постоянными нападками на могилу князя Олега местные власти только в 1969 году, ночью, тайно перезахоронили тело "на сельском кладбище". Современники революционных событий, а также современные исследователи истории Императорского дома полагают, что князя Олега нужно было хоронить не в Осташево, а в соответствии с нормами того времени, как многих князей, в Великокняжеской усыпальнице Петропавловского собора Санкт-Петербурга, которую за все время советской власти большевики не тронули. Но кто бы знал, что всего через 3 года будет революция. Даже в самой усыпальнице-храме князя Олега при строительстве планировали 10 захоронений. Еще при жизни князь Олег хотел быть похороненным здесь, в любимом им Осташево.

## Личная жизнь
Князь Олег Константинович не был женат и не оставил потомства. Незадолго до начала Первой мировой войны был помолвлен с княжной императорской крови Надеждой Петровной, дочерью великого князя Петра Николаевича. Ранняя гибель князя разрушила эти планы. В 1917 году Надежда Петровна вышла замуж за князя Николая Владимировича Орлова.

## Награды
- Орден Святого Андрея Первозванного (05.06.1913[1]);
- Орден Святого Александра Невского (07.06.1913[2]);
- Орден Святого Георгия 4-й степени «за мужество и храбрость, проявленные при атаке и уничтожении германских разъездов, при чем Его Высочество первым доскакал до неприятеля» (Высочайший приказ от 29 сентября 1914 года).

## Память
- В 2010 году в Полоцке было создано Полоцкое кадетское училище, в котором сберегается память о князе Олеге Константиновиче. Так, 23 декабря 2010 года во время торжественной церемонии посвящения в кадеты писатель В. В. Бондаренко передал училищу в дар портрет князя Олега, а стену училищного коридора украшает большая фреска с его изображением.
- 29 сентября 2015 года в Царском Селе в ограде Софийского собора открыт бронзовый памятник корнету князю Олегу Константиновичу (ск. Ярослав Бородин, по модели 1915 г. скульптора В.В. Лишева)[3].